# Sandra Oh

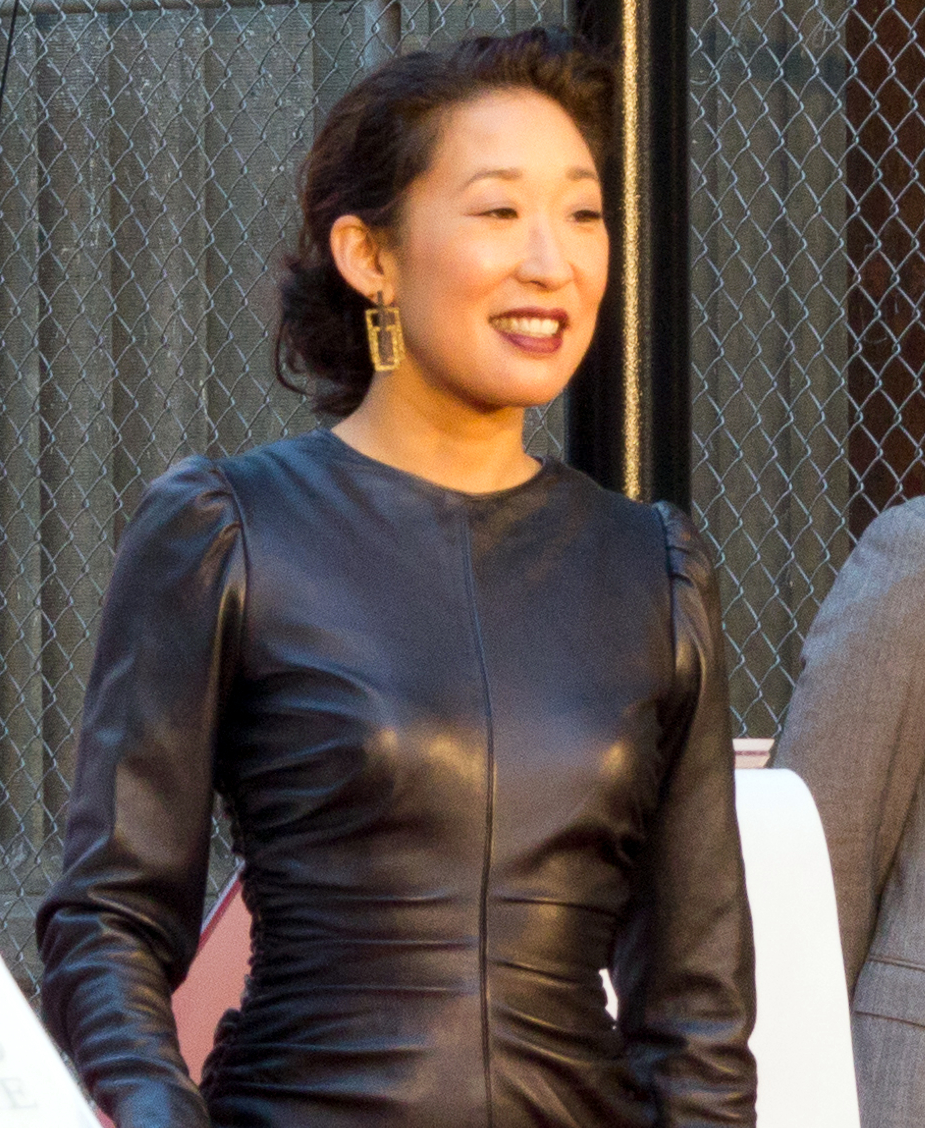
Sandra Oh (2011)

Sandra Miju Oh (ur. 20 lipca 1971 w Nepean) – kanadyjska aktorka, która zagrała m.in. Cristinę Yang w Chirurgach (2005–2014) oraz Eve Polastri w Obsesji Eve (od 2018), zdobywając za każdą z tych ról Złoty Glob.

## Życiorys
Sandra Oh urodziła się w Nepean, będącym obecnie częścią Ottawy, w której dorastała. W wieku 4 lat zaczęła uczęszczać na lekcje baletu, a w wieku 10 lat dostała swoją pierwszą rolę w sztuce. W wieku 16 lat zaczęła profesjonalnie pracować w telewizji, teatrze i reklamach.
Oh można było oglądać również na deskach teatru, w takich światowych premierach jak: Dogeaters oraz Stop Kiss Diany Son.

## Filmografia

### Filmy
- 1997: Jaś Fasola: Nadciąga totalny kataklizm jako Bernice Schimmel
- 1998: Purpurowe skrzypce jako Madame Ming
- 2000: Przebudzenie miłości (Waking the Dead) jako Kim
- 2000: Zatańczyć w Błękitnej Iguanie (Dancing at the Blue Iguana) jako Jasmine Bulut
- 2001: Pamiętnik księżniczki jako wicedyrektorka szkoły Gupta
- 2002: Duży, gruby kłamczuch jako Phyllis Caldwell
- 2002: Full Frontal. Wszystko na wierzchu jako czwarty zwolniony pracownik
- 2003: Pod słońcem Toskanii jako Patti
- 2003: Hazardzista jako gracz
- 2004: Bezdroża jako Stephanie
- 2004: Mulan II jako Ting Ting (głos)
- 2005: Pułapka jako Judy Tokuda
- 2005: Ten dzień powrócił jako Phyllis MacIntyre
- 2005: Trzy igły (3 Needles) jako Mary
- 2005: Połamania nóg! (Break a Leg) jako Young Turk
- 2005: Ciasteczko (Cake) jako Lulu
- 2006: Nocny słuchacz jako Anna
- 2006: Radosne Purim jako marketingowiec
- 2008: Miasto ślepców jako minister zdrowia
- 2010: Między światami jako Gaby
- 2010: Ramona i Beezus jako pani Meacham
- 2014: Tammy jako Susanne
- 2016: Catfight jako Veronica
- 2017: Meditation Park jako Ava
- 2020: Wyprawa na Księżyc jako pani Zhong (głos)
- 2021: Raya i ostatni smok jako Virana (głos)

### Seriale TV
- 1995: Cagney i Lacey jako oficer Angela Lum
- 1996: Legendy Kung Fu jako Mai Chi
- 2000: Asy z klasy jako nauczycielka nauk humanistycznych
- 2001: Sześć stóp pod ziemią jako gwiazdka porno
- 2001: Potyczki Amy jako detektyw Shelly Tran
- 2001–2002: The Proud Family jako Marsha Mitsubishi
- 2005–2013: Amerykański tata jako Katie / Hiko Yoshida (głos)
- 2005-2014 Chirurdzy jako dr Cristina Yang
- 2006–2007: Amerykański smok Jake Long jako Sun Park (głos)
- 2008–2012: Fineasz i Ferb jako dziewczyna doktora Doofenshmirtza (głos)
- 2009: Robot Chicken jako Kate Winslet / Sarah Connor (głos)
- 2011: Ulica Sezamkowa jako wróżka Cookie
- 2016: Peg + Kot jako prezydent (głos)
- 2017: American Crime jako Abby Tanaka
- 2018-2020: She-Ra i księżniczki mocy jako Castaspella (głos)
- 2018–2022: Obsesja Eve jako Eve Polastri
- 2021: Pani dziekan jako Ji-Yoon Kim
- 2021: Niezwyciężony jako Debbie Grayson (głos)

## Nagrody
- Złoty Glob
  - 2006 Chirurdzy
  - Najlepsza aktorka drugoplanowa w serialu, miniserialu lub filmie telewizyjnym
- Order Kanady czerwiec 2022 za działalność artystyczną w Kanadzie i za granicą